# Solenostoma otianum
Solenostoma otianum là một loài rêu tản trong họ Jungermanniaceae. Loài này được (S. Hatt.) Potemkin & Nyushko mô tả khoa học lần đầu tiên năm 2009.